# Gizella-malom
A Gizella-malom nevezetes, egykori élelmiszeripari létesítmény Budapest területén.

## Története
A XIX. század második felében Budapesten jelentős mértékben fejlődött malomipar, több nagy méretű gőzmalmot építettek. Ebben a hullámban épült a Budapest IX. kerületi Soroksári úton 1879-ben Bachmann Károly tervei szerint a Gizella-malom is, a Krausz-Moskovits család megbízásából. A második világháborúban komolyabb sérülést nem szenvedett. Malomként 1963-ig működött, majd raktárnak használták. 
A rendszerváltás után műemléki védelem alá került. 2000-től belső részét elbontották, majd a meghagyott falak mögött 2007–2009 között irodaházat, szállodát és lakóházakat alakítottak ki. 2010-től divatos, úgynevezett „loftlakás”ok (ipari épületből átalakított lakás) működnek benne, szám szerint 130. Ezeknek ára a 2010-es évek közepén 37 és 140 millió forint között mozgott.